# Аа-лава

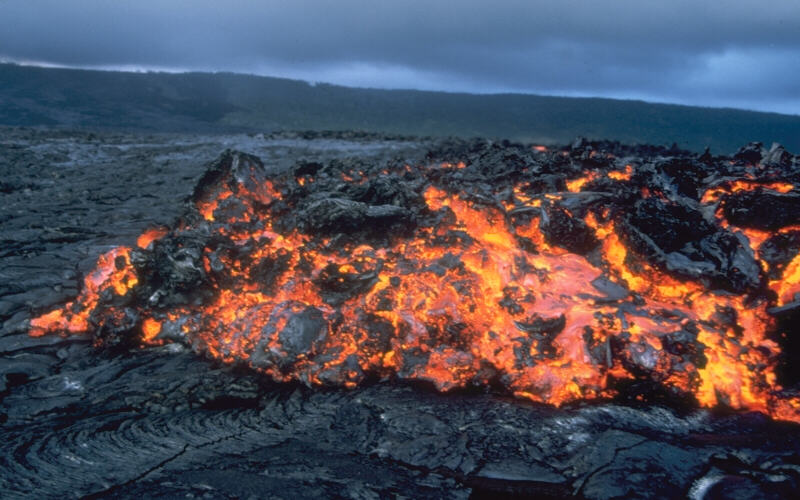
Аа-лава. Гаваї.

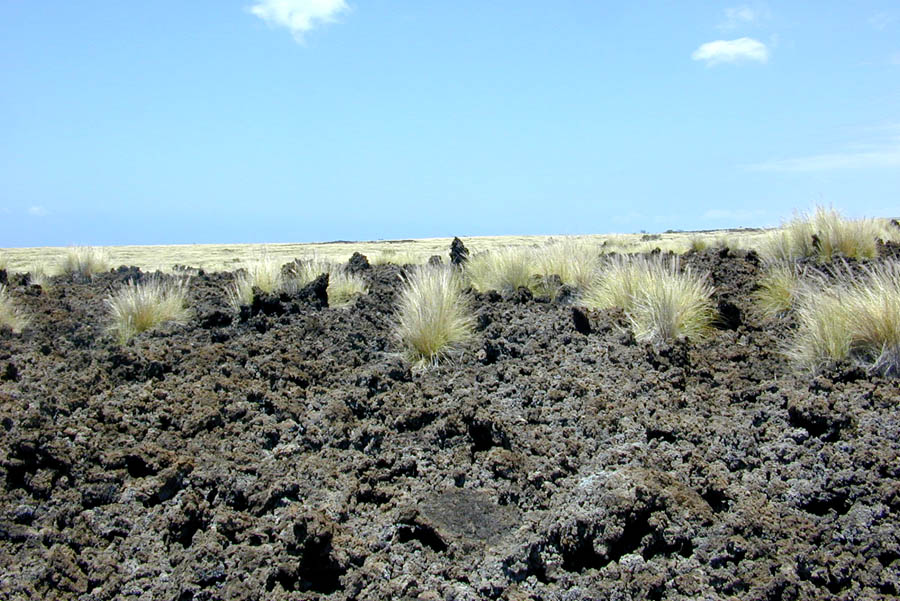
Аа-лава. Гаваї.

Аа-ла́ва — тип лавового потоку, розірваного на окремі частини (уламки) з нерівною шлаковою поверхнею. Типова для базальтів середньої або малої в'язкості і зустрічається спільно, іноді в одному проявленні з потоками хвилястої лави. На відміну від останніх, потоки аа-лави мають більшу потужність (до 4,5—6 м). Від типових лав аа-лава відрізняється меншими розмірами уламків (звичайно менше 1 м в перетині, рідко до 1,5 м) і нерівною їх поверхнею. Характерна для щитових вулканів океану і континентальних вивержень вулканічних плато (Гавайські острови та Ісландія).
Назва введена К. Даттоном (1884) під час вивчення лавових потоків вулкана Кілауеа (Гаваї) для протиставлення іншому типу — пагоегое-лави.